# Willie Pettigrew
Pour les articles homonymes, voir Pettigrew.
 (octobre 2010).
Si vous disposez d'ouvrages ou d'articles de référence ou si vous connaissez des sites web de qualité traitant du thème abordé ici, merci de compléter l'article en donnant les références utiles à sa vérifiabilité et en les liant à la section « Notes et références ».
William « Willie » Pettigrew (né le 2 octobre 1953 à Motherwell en Écosse) est un ancien joueur écossais de football.

## Biographie
Pettigrew commence sa carrière à l'Hibernian mais quitte Easter Road pour l'équipe junior de l'East Kilbride Thistle après n'avoir pas réussi à s'imposer dans l'équipe première. Il rejoint ensuite Motherwell en 1972, et commence sa carrière professionnelle. Au Fir Park, c'est à cette période qu'il joue cinq fois avec l'Écosse.
En 1979, Dundee United s'attache les services de Pettigrew pour 100 000 £ [réf. nécessaire]. Pettigrew gagne la Coupe de la Ligue écossaise de football lors de chacune des saisons qu'il passe à Tannadice avant de signer pour 120 000 £ [réf. nécessaire] à l'Heart of Midlothian. 
Il part ensuite au Greenock Morton en 1984 et finit sa carrière dans le club de l'Hamilton Academical une saison plus tard.

## Palmarès
- Coupe de la Ligue écossaise: 2

1979-80, 1980-81
- Championnat d'Écosse D2: 1

1983-84